# Джанкойський район (1921—2023)
Джанко́йський райо́н (крим. Canköy rayonı) — колишній район на півночі Автономної Республіки Крим, зараз входить до нового Джанкойського району. 
Розташовувався в Присиваській степовій частині Кримського півострова. Територія району на півночі і північному сході омивалася водами озера Сиваш. На південному сході і частково на півдні межував з Нижньогірським районом, на заході — з Первомайським і Красноперекопським районами. Ліквідований відповідно до Закону України «Про внесення змін до деяких законодавчих актів України щодо вирішення окремих питань адміністративно-територіального устрою Автономної Республіки Крим» № 3334-IX від 23 серпня 2023 року. 
Площа — 2667 м², з яких 2063 м² займала суша, 604 м² — водна акваторія озера Сиваш.
Район із півночі на південь перетинала автомобільна траса Харків—Сімферополь (автошлях М18), який збігається із E105, а також автошлях М17, який збігається із E97.

## Природні ресурси
Район є типовим степовим регіоном Криму, природних лісів немає. Клімат помірно континентальний, напівсухий з великими річними і добовими коливаннями температури повітря.
Корисні копалини представлені родовищами цегляно-черепичної глини, піщано-гравійними родовищами, мінеральними джерелами, йодистими підземними водами і родовищами газу.

## Історія
Район був утворений в 1921 р. шляхом ділення Джанкойського повіту на 2 райони: Джанкойський і Армянський. До його складу увійшло 587 населених пунктів.
У 1927–1929 рр. в районі починають організовуватися перші сільськогосподарські артілі і комуни. До середини 30-х рр., коли колективізація була завершена, на території району числилися 82 колгоспи. Розвиток сільськогосподарського виробництва проходив у скрутних умовах: бідність солончакових земель, безводдя, суховії. Тільки до 1939 р., коли одержали розвиток МТС, став підвищуватися життєвий рівень колгоспників.
У перші дні війни близько 3 тисяч жителів району пішли на фронт, багато з них — добровольцями. У серпні 1941 р. був сформований Джанкойський партизанський загін, який діяв спільно з іншими загонами в білогірських лісах, за 140 км від Джанкоя. За роки німецької окупації (з жовтня 1941 по квітень 1944 р.) понад 6 тис. жителів району було відправлено до Німеччини на роботи. На території району було засновано декілька концентраційних таборів, у місті і селах не припинялися зачистки. У відповідь на німецький терор були створені підпільні групи, що розвернули підривну роботу.
Вже в 1944 р. було знову створено 77 колгоспів. У серпні 1945 р. 15 сільських рад району одержали нові найменування, а 18 квітня 1948 р. були перейменовані ще 72 населених пункти.
1954 року у складі Кримської області був приєднаний до Української РСР. На розвиток району вплинуло будівництво Північно-Кримського каналу, водами якого з 1965 р. стали зрошуватися поля Північного Криму. Із 70-х рр. починається інтенсивне сільське будівництво, упорядковуються села і селища, колись голі присиваські землі вкрилися садами і виноградниками. Район став одним із найбільш економічно розвинених у Криму. Його славу склали такі колгоспи-мільйонери, як «Заповіт Леніна», «Росія», «Шлях Ілліча», «Україна», радгосп ім. 60-річчя Великої Жовтневої революції, держпплемзавод ім. Тімірязєва, радгосп-завод «Смарагдовий». На території кожного господарства були побудовані сучасні будинки культури, клуби, нові школи, лікарні або фельдшерсько-акушерські пункти, магазини, дитячі сади і бібліотеки. При будинках культури діяли численні творчі колективи: театральні, фольклорні, хореографічні, вокальні тощо.
З 1991 року — у складі незалежної України.
У березні 2014 року район анексований Російською Федерацією.

## Адміністративний устрій
Район адміністративно-територіально поділяється на 2 селищні ради і 15 сільських рад, які підпорядковані Джанкойській районній раді та об'єднують 113 населених пунктів.

## Населення
Розподіл населення за віком та статтю (2001)
| Стать | Всього | До 15 років | 15-24 | 25-44  | 45-64  | 65-85 | Понад 85 |
| --- | ------ | ----------- | ----- | ------ | ------ | ----- | -------- |
| Чоловіки | 38 821 | 8101        | 6291  | 11 550 | 9316   | 3473  | 90       |
| Жінки | 43 505 | 7715        | 6216  | 11 474 | 11 272 | 6428  | 400      |
| \| Статево-вікова піраміда \| Статево-вікова піраміда \| Статево-вікова піраміда \| \| ----------------------- \| ----------------------- \| ----------------------- \| \| Чоловіки \| Вік \| Жінки \| \| 90 \| 85 + \| 400 \| \| 145 \| 80-84 \| 583 \| \| 518 \| 75-79 \| 1392 \| \| 1216 \| 70-74 \| 2173 \| \| 1594 \| 65-69 \| 2280 \| \| 2631 \| 60-64 \| 3510 \| \| 1420 \| 55-59 \| 2044 \| \| 2323 \| 50-54 \| 2651 \| \| 2942 \| 45-49 \| 3067 \| \| 3333 \| 40-44 \| 3385 \| \| 2935 \| 35-39 \| 2810 \| \| 2672 \| 30-34 \| 2513 \| \| 2610 \| 25-29 \| 2766 \| \| 2864 \| 20-24 \| 2783 \| \| 3427 \| 15-20 \| 3433 \| \| 3566 \| 10-14 \| 3390 \| \| 2496 \| 5-9 \| 2345 \| \| 2039 \| 0-4 \| 1980 \| |        |             |       |        |        |       |          |
| Статево-вікова піраміда |        |             |       |        |        |       |          |
| Чоловіки | Вік    | Жінки       |       |        |        |       |          |
| 90 | 85 +   | 400         |       |        |        |       |          |
| 145 | 80-84  | 583         |       |        |        |       |          |
| 518 | 75-79  | 1392        |       |        |        |       |          |
| 1216 | 70-74  | 2173        |       |        |        |       |          |
| 1594 | 65-69  | 2280        |       |        |        |       |          |
| 2631 | 60-64  | 3510        |       |        |        |       |          |
| 1420 | 55-59  | 2044        |       |        |        |       |          |
| 2323 | 50-54  | 2651        |       |        |        |       |          |
| 2942 | 45-49  | 3067        |       |        |        |       |          |
| 3333 | 40-44  | 3385        |       |        |        |       |          |
| 2935 | 35-39  | 2810        |       |        |        |       |          |
| 2672 | 30-34  | 2513        |       |        |        |       |          |
| 2610 | 25-29  | 2766        |       |        |        |       |          |
| 2864 | 20-24  | 2783        |       |        |        |       |          |
| 3427 | 15-20  | 3433        |       |        |        |       |          |
| 3566 | 10-14  | 3390        |       |        |        |       |          |
| 2496 | 5-9    | 2345        |       |        |        |       |          |
| 2039 | 0-4    | 1980        |       |        |        |       |          |

Національний склад населення району за переписом 2001 р. та 2014 р. 
|                 | 2001        | 2001      | 2014        | 2014      |
|                 | чисельність | частка, % | чисельність | частка, % |
| --------------- | ----------- | --------- | ----------- | --------- |
| росіяни         | 32 048      | 38,9      | 31 162      | 45,5      |
| українці        | 27 788      | 33,8      | 15 896      | 23,2      |
| кримські татари | 17 744      | 21,6      | 13 846      | 20,2      |
| білоруси        | 1 415       | 1,7       | 740         | 1,1       |
| поляки          | 463         | 0,6       | 243         | 0,4       |
| узбеки          | 246         | 0,3       | 225         | 0,3       |
| чехи            | 232         | 0,3       | 140         | 0,2       |
| чуваші          | 217         | 0,3       | 127         | 0,2       |
| татари          | 192         | 0,2       | 3 814       | 5,6       |
| корейці         | 188         | 0,2       | 209         | 0,3       |
| вірмени         | 179         | 0,2       | 122         | 0,2       |
| азербайджанці   | 179         | 0,2       | 151         | 0,2       |

Етномовний склад району (рідні мови населення за переписом 2001 р.)
|                           | російська | кримськотатарська | українська |
| Джанкойський район        | 62,0      | 20,4              | 15,8       |
| ------------------------- | --------- | ----------------- | ---------- |
| смт Азовське              | 61,9      | 30,8              | 6,1        |
| смт Вільне                | 70,1      | 14,7              | 13,0       |
| Єрмаківська сільрада      | 62,6      | 21,1              | 13,3       |
| Завіто-Ленінська сільрада | 59,9      | 14,4              | 23,9       |
| Зарічненська сільрада     | 56,3      | 31,5              | 10,9       |
| Ізумруднівська сільрада   | 73,0      | 11,4              | 12,9       |
| Кіндратівська сільрада    | 71,5      | 19,1              | 8,3        |
| Кримківська сільрада      | 61,7      | 23,7              | 13,6       |
| Лобанівська сільрада      | 66,1      | 15,6              | 13,6       |
| Луганська сільрада        | 53,5      | 23,4              | 20,2       |
| Майська сільрада          | 57,2      | 27,3              | 14,8       |
| Маслівська сільрада       | 50,8      | 14,9              | 32,8       |
| Медведівська сільрада     | 49,2      | 25,0              | 23,1       |
| Мирнівська сільрада       | 51,1      | 35,0              | 12,3       |
| Новокримська сільрада     | 62,7      | 21,4              | 15,3       |
| Пахарівська сільрада      | 56,9      | 10,8              | 30,5       |
| Побєдненська сільрада     | 60,6      | 16,5              | 21,6       |
| Просторненська сільрада   | 74,3      | 13,9              | 10,7       |
| Розкішненська сільрада    | 59,8      | 22,5              | 16,8       |
| Рощинська сільрада        | 71,4      | 15,6              | 11,7       |
| Світлівська сільрада      | 82,5      | 1,9               | 14,3       |
| Стальненстька сільрада    | 55,6      | 28,8              | 14,6       |
| Табачненська сільрада     | 65,8      | 22,8              | 10,2       |
| Цілинна сільрада          | 76,2      | 10,1              | 11,7       |
| Чайкинська сільрада       | 39,1      | 35,7              | 22,2       |
| Ярківська сільрада        | 79,2      | 3,0               | 16,8       |
| Яркопільська сільрада     | 54,0      | 28,2              | 16,9       |
| Яснополянська сільрада    | 59,1      | 22,5              | 17,0       |

## Економіка

### Промисловість
Найбільші підприємства: Азовський лікеро-горілчаний завод, ОАТП «Новатор» (закупівля молочної продукції і виробництво молочних продуктів), ОАТП «Агропромсервіс» (ремонт сільськогосподарської техніки), Азовський комбінат хлібопекарства.
Торгове обслуговування населення району здійснюються підприємствами Джанкойського і Азовського споживчих товариств та іншими торговими підприємствами. Усього в районі 159 підприємств торгівлі і громадського харчування, 2 автотранспортних підприємства.

### Сільське господарство
У результаті реорганізації сільськогосподарських підприємств, яка почалася в 2000 р., в районі утворені 16 сільськогосподарських ТОВ, 9 сільськогосподарських виробничих кооперативів, 1 ЗАТ, а також 161 фермерське господарство.
Сільське господарство Джанкойського району багатогалузеве: тут вирощуються зернові, овочеві, кормові культури, виноград і фрукти, виробляється тваринницька продукція, проводиться промислова переробка сировини.

## Соціальна сфера
У районі — 43 загальноосвітніх школи, 45 дошкільних і 3 позашкільних установи, ПТУ, 2 навчально-виховних комбінати; наукові установи: дослідницьке господарство «Джанкойський карантинний розплідник, інтродукції ГНБС» УААН, Степове дослідницьке господарство «Магарач» Інституту винограду і вина «Магарач»; центральна районна лікарня, на базі якої діють пологовий будинок, шкірно-венерологічний і туберкульозний диспансери, стоматологічна поліклініка, Азовська районна лікарня, 3 дільничних лікарні, 9 амбулаторій, 62 фельдшерсько-акушерських пункту, 5 аптек, санітарно-епідеміологічна станція; 62 установи культури, в тому числі 4 дитячих музичних школи, 2 кінотеатри, 73 бібліотеки, Центр народної творчості і дозвілля. При будинках культури і клубах діють 15 національних колективів художньої самодіяльності, із них 7 — народні; районний історично-краєзнавчий музей. Щорічно в районі проводиться традиційний фестиваль культур «Веселки очей багатобарвність», дні національних культур.
У Джанкойському районі зареєстровано 13 відділень політичних партій, 14 громадських організацій. Тут функціонують 45 релігійних общин, із яких 16 — УПЦ (МП), 20 — мусульманських, інші належать РКЦ, протестантським та іншим конфесіям.

## Пам'ятки
На території Джанкойського району Криму нараховувалося 67 пам'яток історії та монументального мистецтва, з них 55 — у місті Джанкой. Усі — місцевого значення.
У районі були зареєстровані пам'ятники археології: 16 курганів епохи бронзи, скіфського періоду і середньовіччя; встановлені 28 монументальних пам'ятників, зокрема: у смт. Азовське — сількору Ф. Приходько, який загинув від рук селян.

## Додаткові джерела
- стаття Джанкойський район — Інформаційно-пізнавальний портал | Кримська область у складі УРСР [Архівовано 29 вересня 2013 у Wayback Machine.] (На основі матеріалів енциклопедичного видання про історію міст та сіл України, том — Історія міст і сіл Української РСР. Кримська область. — К.: Головна редакція УРЕ АН УРСР, 1970. — 992 с.)